# Малаховский, Евстафий Владимирович
Евстафий Владимирович Малаховский (29 марта 1880 — 5 мая 1918) — священник Туркестанской епархии Российской православной церкви, священномученик. Убит во время столкновения Пасхального крестного хода с большевистской демонстрацией 5 мая 1918. В августе 2000 года причислен к лику святых новомучеников и исповедников Российских на Архиерейском соборе Русской православной церкви. День памяти: 5 мая.

## Биография
Родился 29 марта 1880 года в семье священника Полоцкой епархии Владимира Космича Малаховского в селе Неведро Невельского уезда Витебской губернии (ныне Россия, Псковская область). Род из шляхты Могилёвской губернии Малаховских. Прадед и дед были униатскими священниками. Отец Евстафия Владимир был переведён из униатства в православие во время обучения в Полоцкой духовной семинарии в начале 40-х годов XIX столетия.
В 1897 году Евстафий Малаховский окончил Полоцкое духовное училище, в 1900 году — три класса Витебской духовной семинарии. В 1902—1904 года работал учителем в Стайковском народное училище Городокского уезда Витебской губернии.
15 декабря 1904 года был назначен псаломщиком в Ташкентскую военную церковь. В марте 1905 года он был переведён в Туркестанский кафедральный собор. 13 мая 1905 года рукоположён во диакона, а на другой день — во священника к Вознесенскому кафедральному собору города Верного Семиреченской области (ныне город Алма-Ата, Казахстан).
27 мая 1905 года Евстафий Малаховский был назначен священником Трёхсвятительской церкви в село Карабулак. 1 сентября 1906 года он был перемещён в Больше-Алматинскую церковь города Верного. 5 сентября 1907 года назначен настоятелем храма в селе Ивановском Лепсинского уезда Семиреченской области. В феврале 1909 году переведён в Покровскую церковь города Верного.
В июле 1910 года Евстафий назначен в храм посёлка Каралинского Лепсинского уезда Семиреченской области. 15 сентября 1911 года священник Евстафий Малаховский перемещён к церкви посёлка Каралинского Лепсинского уезда, где проживали переселенцы.
18 января 1913 года по собственному прошению был назначен разъездным священником 1-го Пишпекского благочиннического округа Пишпекского уезда Семиреченская области. 22 июня 1916 года назначение священника Евстафия Малаховского в село Благовещенское Андижанского уезда было отменено, и он согласно прошению переведён к Покровской церкви в село Покровское Пржевальского уезда Семиреченской области. Село Покровское было расположено в 35 вёрстах от Пржевальска на южном берегу озера Иссык-Куль. В августе 1916 года в округе случилось восстание киргизов, известное сейчас как восстание в Семиречье в 1916 году. Защитники села при помощи отца Евстафия смогли вывезти жителей в Пржевальск. Село и церковь были сожжены.
В октябре 1916 года последовало назначение в село Егорьевское Черняевского уезда Сыр-Дарьинской области. 1 января 1917 года по прошению священник Евстафий Малаховский перемещён на псаломническую вакансию к вагон-церкви Святой Мученицы Александры в город Мерв с возложением на него заведования местным гарнизоном.
10 апреля 1917 года был назначен в Покровский храм в станицу Надеждинскую Верненского уезда. 5 мая 1918 года убит во время Пасхального крестного хода.
В августе 2000 года причислен к лику святых новомучеников и исповедников Российских для общецерковного почитания на Архиерейском соборе Русской православной церкви.
Общественная деятельность
Был действительным членом Туркестанского епархиального Казанско-Богородческого просветительного общества (1907−1915), состоял в Верненском обществе трезвости (1910), участвовал в пастырских собраниях и жертвовал беженцам и вдовам священников.
Публицистическая деятельность
Статьи о жизни беженцев и казахском восстании в «Турскестанских ведомостях» и «Областных Семиреченских ведомостях» в 1912 и 1916 годах и некролог отцу Петру Злотникову в «Туркестанских епархиальных ведомостях» № 17, 1914 год.
Награды
13.09.1907 — награждён набедренником